# Championnat de Yougoslavie de football 1946-1947
Navigation
Saison précédente Saison suivante
La saison 1946-1947 du Championnat de Yougoslavie de football était la dix-huitième édition du championnat de première division en Yougoslavie, la première à se dérouler après la fin de la seconde Guerre mondiale. Quatorze clubs prennent part à la compétition et sont regroupés en une poule unique où ils affrontent deux fois leurs adversaires, à domicile et à l'extérieur. Avec la mise en place de la deuxième division yougoslave et l'instauration d'un système de promotion-relégation, six clubs sont relégués en fin de saison et remplacés par les deux meilleures formations de D2.
C'est le club du Partizan Belgrade qui remporte la compétition, en terminant en tête du classement final du championnat, avec cinq points d'avance sur le Dinamo Zagreb et huit sur l'Étoile rouge de Belgrade. C'est le tout premier titre de champion de Yougoslavie de l'histoire du club, qui réussit même le premier doublé Coupe-championnat de l'histoire du championnat en s'imposant lors de la finale de la première Coupe de Yougoslavie, face au club de Naša Krila Zemun.
Normalement rétrogradé en deuxième division, le club de Ponzana Trieste est maintenu parmi l'élite par la fédération yougoslave, du fait du statut particulier de la ville de Trieste, située dans le Territoire libre de Trieste durant cette période d'après-guerre.

## Les clubs participants
| - Partizan Belgrade - Dinamo Zagreb - Étoile rouge de Belgrade - Hajduk Split - Metalac Belgrade - Spartak Subotica - Lokomotiva Zagreb | - Pobeda Skopje - Kvarner Rijeka - Buducnost Titograd - Ponziana Trieste - FK Željezničar Sarajevo - 14. Oktobar Niš - NK Nafta Lendava |

## Compétition

### Classement
Le classement est effectué en utilisant le barème classique (victoire à 2 points, match nul un point, défaite zéro point).
| Rang | Équipe                   | Pts | J  | G  | N | P  | Bp | Bc | Diff |
| ---- | ------------------------ | --- | -- | -- | - | -- | -- | -- | ---- |
| 1    | Partizan Belgrade (C)    | 47  | 26 | 23 | 1 | 2  | 77 | 17 | +60  |
| 2    | Dinamo Zagreb            | 42  | 26 | 19 | 4 | 3  | 81 | 26 | +55  |
| 3    | Étoile rouge de Belgrade | 39  | 26 | 18 | 3 | 5  | 66 | 23 | +43  |
| 4    | Hajduk Split             | 36  | 26 | 16 | 4 | 6  | 57 | 21 | +36  |
| 5    | Metalac Belgrade         | 29  | 26 | 13 | 3 | 10 | 40 | 35 | +5   |
| 6    | Spartak Subotica         | 28  | 26 | 11 | 6 | 9  | 40 | 34 | +6   |
| 7    | Lokomotiva Zagreb        | 24  | 26 | 10 | 4 | 12 | 34 | 43 | -9   |
| 8    | Pobeda Skopje            | 22  | 26 | 8  | 6 | 12 | 41 | 49 | -8   |
| 9    | Kvarner Rijeka           | 21  | 26 | 7  | 7 | 12 | 27 | 42 | -15  |
| 10   | Buducnost Titograd       | 20  | 26 | 7  | 6 | 12 | 44 | 54 | -10  |
| 11   | Ponziana Trieste         | 20  | 26 | 9  | 2 | 15 | 35 | 50 | -15  |
| 12   | FK Željezničar Sarajevo  | 18  | 26 | 7  | 4 | 15 | 31 | 54 | -23  |
| 13   | 14. Oktobar Niš          | 13  | 26 | 4  | 5 | 17 | 26 | 76 | -50  |
| 14   | NK Nafta Lendava         | 6   | 26 | 3  | 0 | 23 | 13 | 88 | -75  |

|  | Champion de Yougoslavie 1946-1947                                |
|  | Relégation directe en deuxième division                          |
|  | (T) : Tenant du titre (C) : Vainqueur de la Coupe de Yougoslavie |

## Bilan de la saison
| Championnat de Yougoslavie de football 1946-1947                        | |
| Champion                                                                | Partizan Belgrade (1er titre)                                                                         |
| Coupes et trophées                                                      | |
| Vainqueur de la Coupe de Yougoslavie 1946-1947                          | Partizan Belgrade                                                                                     |
| Promotions et relégations                                               | |
| Promus en Prva Liga                                                     | FK Sarajevo                                                                                           |
| Promus en Prva Liga                                                     | FK Vardar Skopje                                                                                      |
| Relégués en Championnat de Yougoslavie de football de deuxième division | Pobeda Skopje Kvarner Rijeka Buducnost Titograd FK Željezničar Sarajevo 14. Oktobar Nis Nafta Lendava |